# Llista de peixos de l'illa Bouvet

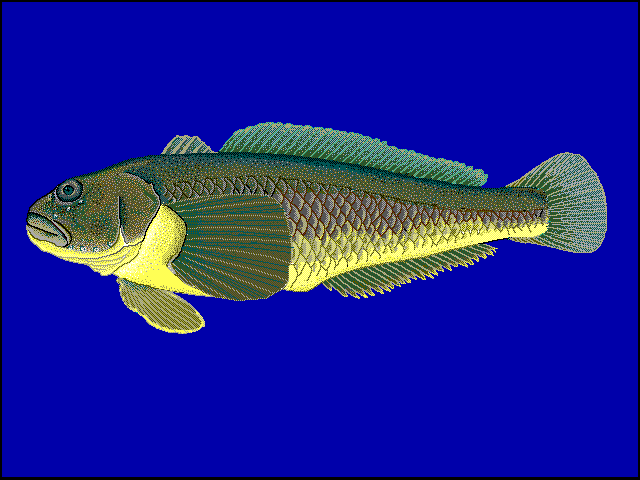
Notothenia coriiceps

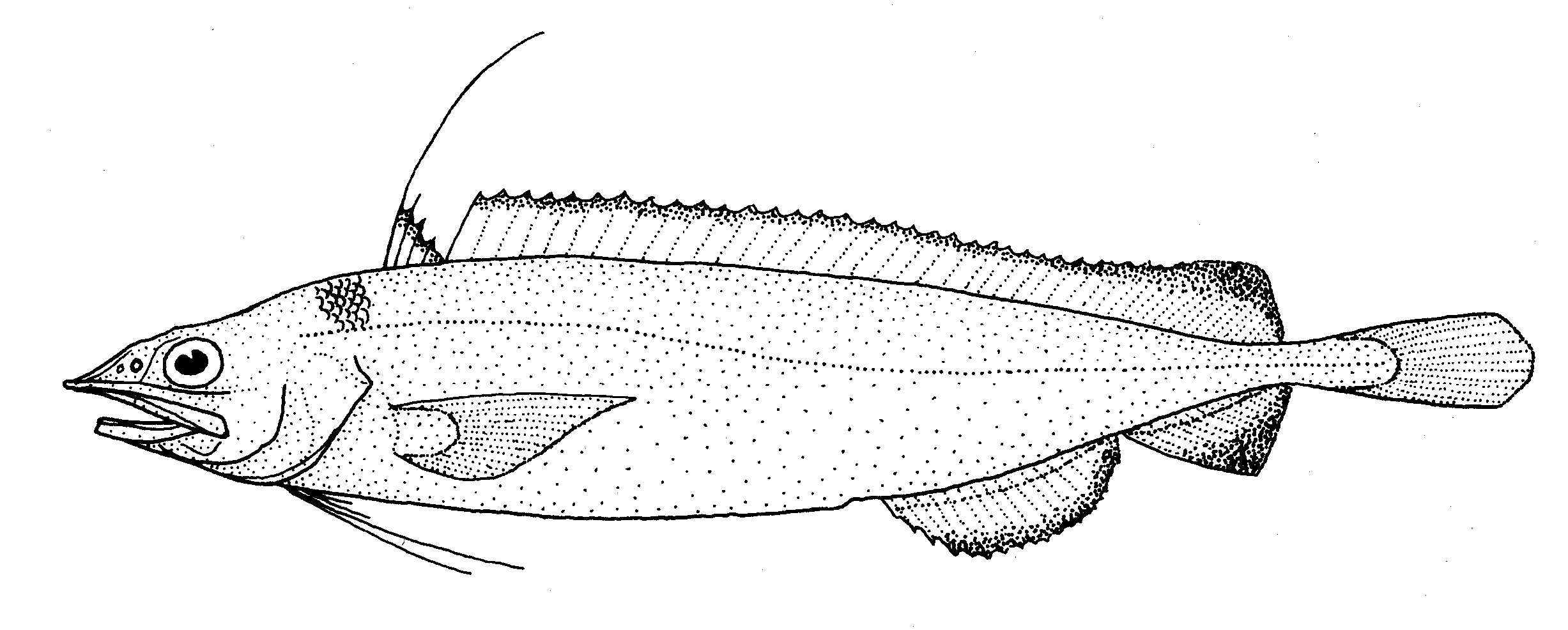
Antimora rostrata

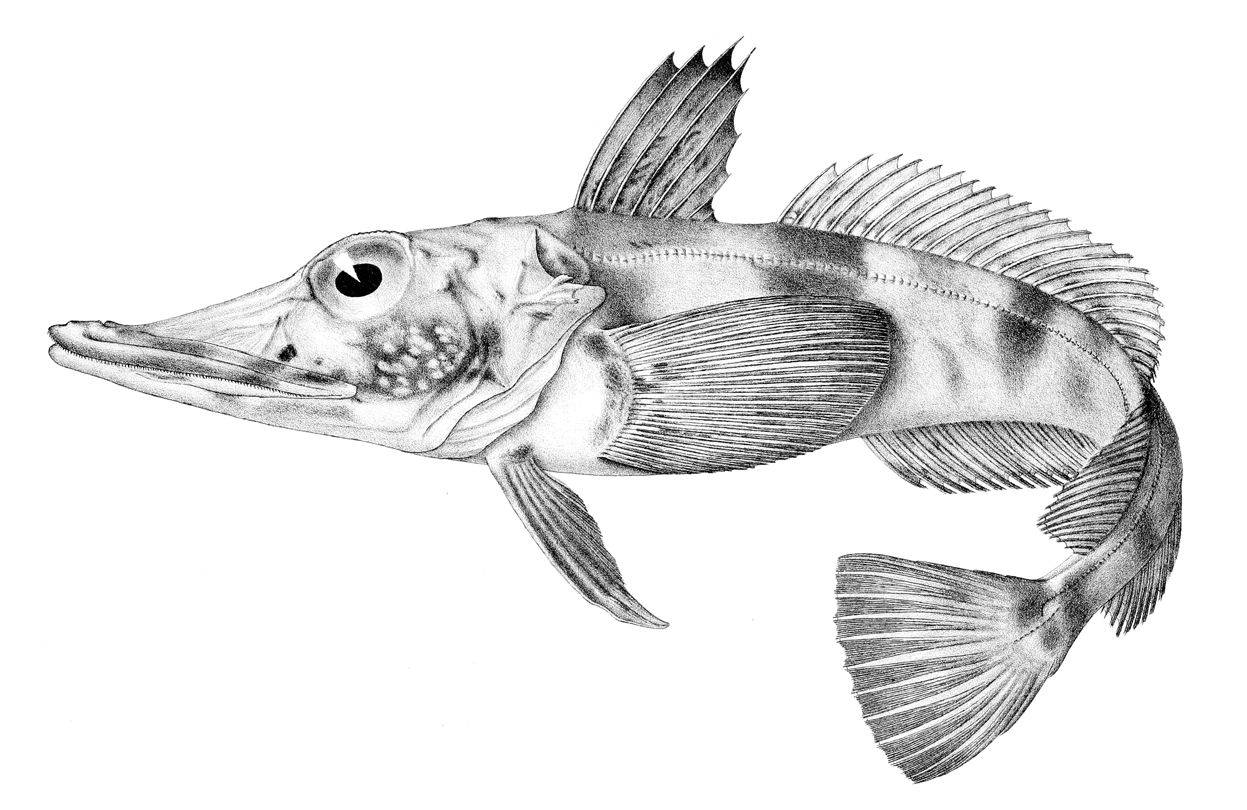
Chaenocephalus aceratus

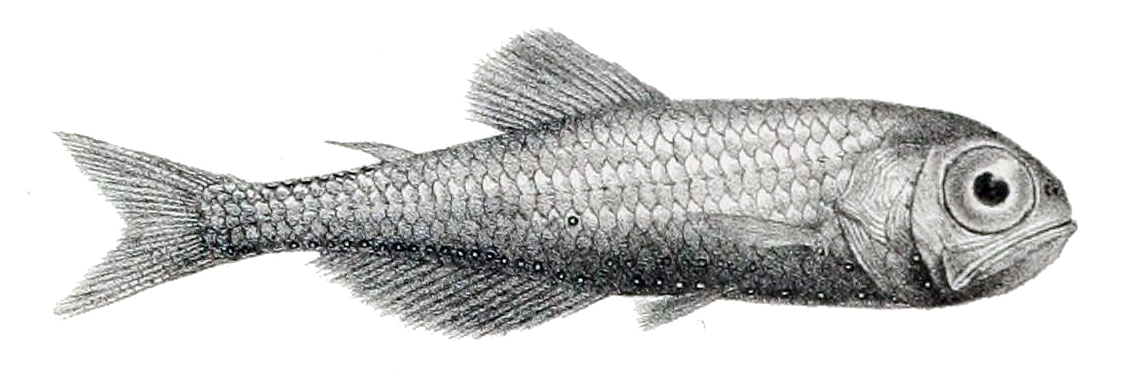
Electrona antarctica

Aquesta llista de peixos de l'illa Bouvet -incompleta- inclou 13 espècies de peixos que es poden trobar a l'illa Bouvet ordenades per l'ordre alfabètic de llur nom científic.

## A
- Antimora rostrata

## C
- Chaenocephalus aceratus
- Champsocephalus gunnari

## E
- Electrona antarctica

## G
- Gymnoscopelus braueri
- Gymnoscopelus opisthopterus

## K
- Krefftichthys anderssoni

## L
- Lepidonotothen larseni
- Lepidonotothen squamifrons

## N
- Notothenia coriiceps
- Notothenia rossii

## P
- Paradiplospinus antarcticus
- Protomyctophum bolini[1]